# Patrik Järbyn
Patrik Inge Johan Järbyn (Borås, 16 de abril de 1969) es un deportista sueco que compitió en esquí alpino.
Ganó tres medallas en el Campeonato Mundial de Esquí Alpino, en los años 1996 y 2007. En la Copa del Mundo consiguió tres podios en total.
Participó en cinco Juegos Olímpicos de Invierno, entre los años 1994 y 2010, ocupando el sexto lugar en Nagano 1998, en la prueba de supergigante.

## Palmarés internacional
| Campeonato Mundial | Campeonato Mundial     | Campeonato Mundial | Campeonato Mundial |
| Año                | Lugar                  | Medalla            | Prueba             |
| ------------------ | ---------------------- | ------------------ | ------------------ |
| 1996               | Sierra Nevada (España) | Medalla de plata   | Supergigante       |
| 2007               | Åre (Suecia)           | Medalla de plata   | Equipo mixto       |
| 2007               | Åre (Suecia)           | Medalla de bronce  | Descenso           |